# Tao Wei
Tao Wei (chiń. upr. 陶伟; chiń. trad. 陶偉; pinyin Táo Wěi; ur. 11 marca 1978 w Pekinie) – chiński piłkarz występujący na pozycji pomocnika w Beijing Guo’an.